# وارد ميلر
وارد ميلر (بالإنجليزية: Ward Miller)‏ هو سياسي أمريكي، ولد في 29 نوفمبر 1902 في بورتسموث في الولايات المتحدة، وتوفي بنفس المكان في 11 مارس 1984. حزبياً، نشط في الحزب الجمهوري. وقد انتخب عضو مجلس النواب الأمريكي.